# Atletism la Jocurile Olimpice de vară din 2024 - Săritura cu prăjina (masculin)
Proba de atletism săritura cu prăjina masculin de la Jocurile Olimpice de vară din 2024 a avut  loc în perioada 3 - 5 august 2024 pe Stade de France.

## Recorduri
Înaintea acestei competiții, recordurile mondiale și olimpice erau următoarele:
| Record           | Atlet                      | Timp   | Loc                      | Data            |
| ---------------- | -------------------------- | ------ | ------------------------ | --------------- |
| Recordul mondial | Armand Duplantis (SWE)     | 6,24 m | Xiamen, China            | 20 aprilie 2024 |
| Recordul olimpic | Thiago Braz da Silva (BRA) | 6,03 m | Rio de Janeiro, Brazilia | 15 august 2016  |

## Program
Orele sunt ora Franței (UTC+1) 
| Data                   | Oră   | Etapă      |
| ---------------------- | ----- | ---------- |
| Sâmbătă, 3 august 2024 | 10:10 | Calificări |
| Luni, 5 august 2024    | 19:00 | Finala     |

### Calificări
S-a calificat în finală orice sportiv care a sărit la înălțimea de 5,80 m (C) sau atleții cu cele mai bune 12 rezultate (c).
| Loc | Grupă                 | Atlet                | Țară                       | 5,40 | 5,60 | 5,70 | 5,75 | Înălțime | Note   |
| --- | --------------------- | -------------------- | -------------------------- | ---- | ---- | ---- | ---- | -------- | ------ |
| 1   | A                     | Armand Duplantis     | Suedia                     | –    | o    | –    | o    | 5,75     | c      |
| 1   | A                     | Sondre Guttormsen    | Norvegia                   | o    | o    | o    | o    | 5,75     | c, =SB |
| 1   | A                     | Emmanouil Karalis    | Grecia                     | –    | o    | o    | o    | 5,75     | c      |
| 1   | A                     | Ersu Şaşma           | Turcia                     | o    | o    | o    | o    | 5,75     | c      |
| 1   | B                     | Oleg Zernikel        | Germania                   | o    | o    | o    | o    | 5,75     | c      |
| 6   | A                     | Menno Vloon          | Olanda                     | xo   | o    | o    | o    | 5,75     | c      |
| 7   | A                     | Ernest John Obiena   | Filipine                   | –    | xx   | o    | o    | 5,75     | c      |
| 8   | A                     | Sam Kendricks        | Statele Unite ale Americii | o    | o    | xo   | xo   | 5,75     | c      |
| 9   | B                     | Huang Bokai          | China                      | o    | xxo  | o    | xo   | 5,75     | c, =PB |
| 10  | A                     | Bo Kanda Lita Baehre | Germania                   | xo   | o    | xxo  | xxo  | 5,75     | c      |
| 11  | A                     | Valters Kreišs       | Letonia                    | o    | o    | o    | xxx  | 5,70     | c      |
| 11  | A                     | Kurtis Marschall     | Australia                  | o    | o    | o    |      | 5,70     | c      |
| 13  | B                     | Claudio Stecchi      | Italia                     | o    | o    | xo   | xxx  | 5,70     | SB     |
| 14  | A                     | Thibaut Collet       | Franța                     | o    | xo   | xxo  | xxx  | 5,70     |        |
| 15  | A                     | Anthony Ammirati     | Franța                     | o    | o    | xxx  |      | 5,60     |        |
| 15  | B                     | Ben Broeders         | Belgia                     | o    | o    | xxx  |      | 5,60     |        |
| 15  | A                     | Simen Guttormsen     | Norvegia                   | o    | o    | xxx  |      | 5,60     |        |
| 15  | B                     | Piotr Lisek          | Polonia                    | o    | o    | xxx  |      | 5,60     |        |
| 15  | A                     | Robert Sobera        | Polonia                    | o    | o    | xxx  |      | 5,60     |        |
| 20  | B                     | David Holý           | Cehia                      | o    | xo   | xxx  |      | 5,60     |        |
| 20  | B                     | Yao Jie              | China                      | o    | xo   | xxx  |      | 5,60     |        |
| 22  | A                     | Jacob Wooten         | Statele Unite ale Americii | o    | xxo  | xxx  |      | 5,60     |        |
| 23  | B                     | Torben Blech         | Germania                   | o    | xxx  |      |      | 5,40     |        |
| 23  | B                     | Robin Emig           | Franța                     | o    | xxx  |      |      | 5,40     |        |
| 23  | B                     | Matěj Ščerba         | Cehia                      | o    | xxx  |      |      | 5,40     |        |
| 26  | B                     | Pedro Buaró          | Portugalia                 | xo   | xxx  |      |      | 5,40     |        |
| 26  | B                     | Christopher Nilsen   | Statele Unite ale Americii | xo   | xxx  |      |      | 5,40     |        |
| 26  | B                     | Zhong Tao            | China                      | xo   | xxx  |      |      | 5,40     |        |
| 29  | B                     | Urho Kujanpää        | Finlanda                   | xxo  | xxx  |      |      | 5,40     |        |
|     | B                     | Hussain Al-Hizam     | Arabia Saudită             | xxx  |      |      |      | FR       |        |
| B   | Pål Haugen Lillefosse | Norvegia             |                            |      |      |      | NS   |          |        |

### Finala
| Loc | Atlet                | Țară                       | 5,50 | 5,70 | 5,80 | 5,85 | 5,90 | 5,95 | 6,00 | 6,10 | 6,25 | Înălțime | Note |
| --- | -------------------- | -------------------------- | ---- | ---- | ---- | ---- | ---- | ---- | ---- | ---- | ---- | -------- | ---- |
| 1   | Armand Duplantis     | Suedia                     | –    | o    | –    | o    | –    | o    | o    | o    | xxo  | 6,25     | RM   |
| 2   | Sam Kendricks        | Statele Unite ale Americii | o    | o    | o    | x-   | o    | o    | xxx  | –    | –    | 5,95     | =SB  |
| 3   | Emmanouil Karalis    | Grecia                     | o    | o    | o    | o    | o    | x-   | xx   | –    | –    | 5,90     |      |
| 4   | EJ Obiena            | Filipine                   | o    | o    | x-   | o    | o    | xxx  | –    | –    | –    | 5,90     |      |
| 5   | Ersu Şaşma           | Turcia                     | o    | o    | o    | o    | x-   | xx   | –    | –    | –    | 5,85     | SB   |
| 6   | Kurtis Marschall     | Australia                  | o    | o    | x-   | o    | x-   | xx   | –    | –    | –    | 5,85     |      |
| 7   | Huang Bokai          | China                      | o    | xo   | o    | xxx  | –    | –    | –    | –    | –    | 5,80     | PB   |
| 8   | Sondre Guttormsen    | Norvegia                   | o    | xxo  | o    | x-   | x-   | x    | –    | –    | –    | 5,80     | SB   |
| 9   | Bo Kanda Lita Baehre | Germania                   | o    | o    | xx-  | x    | –    | –    | –    | –    | –    | 5,70     |      |
| 9   | Oleg Zernikel        | Germania                   | o    | o    | xx-  | x    | –    | –    | –    | –    | –    | 5,70     |      |
| 11  | Menno Vloon          | Olanda                     | o    | xxo  | xxx  | –    | –    | –    | –    | –    | –    | 5,70     |      |
| 12  | Valters Kreišs       | Letonia                    | xo   | xxx  | –    | –    | –    | –    | –    | –    | –    | 5,50     |      |